# Liberałowie (Szwecja)
Liberałowie (szw. Liberalerna, L) – szwedzka partia polityczna o profilu liberalnym. Powstała w 1902, do 2015 funkcjonowała pod nazwą Ludowa Partia Liberałów (szw. Folkpartiet liberalerna, FP).
Pierwszym premierem z jej ramienia był Karl Staaff (w latach 1905–1907 i 1911–1911), a następnym Nils Edén (w latach 1917–1920 szef rządu koalicyjnego liberalno-socjaldemokratycznego, który wprowadził prawo wyborcze dla kobiet i ośmiogodzinny dzień pracy). W latach 1939–1945 partia uczestniczyła w koalicji rządowej zrzeszającej wszystkie partie poza komunistami.
W 1976 weszła w koalicję trójczłonową, kończącą dominację socjaldemokratów. Lata 1978–1979 to krótki okres koalicji rządowej z liderem z Folkpartiet (premier Ola Ullsten). W latach 1979–1982 partia uczestniczyła także w rządzie Thorbjörna Fälldina z Partii Centrum. W latach 1991–1994 była jednym z podmiotów koalicji rządzącej Carla Bildta, a od 2006 do 2014 współtworzyła rząd Fredrika Reinfeldta.
W kwestiach ideologicznych opowiada się za ekonomiką wolnego rynku, popiera także program państwa opiekuńczego. Jej głównymi wyborcami są przedstawiciele wyedukowanej klasy średniej.

## Liderzy partyjni
- Gustav Andersson af Rasjön (1935–1944)
- Bertil Ohlin (1944–1967)
- Sven Wedén (1967–1969)
- Gunnar Helén (1969–1975)
- Per Ahlmark (1975–1978)
- Ola Ullsten (1978–1983)
- Bengt Westerberg (1983–1985)
- Maria Leissner (1995–1997)
- Lars Leijonborg (1997–2007)
- Jan Björklund (2007–2019)
- Nyamko Sabuni (2019–2022)
- Johan Pehrson (od 2022)